# IC 1008B
IC 1008B је галаксија у сазвјежђу Волар која се налази на листи објеката дубоког неба у Индекс каталогу.
Деклинација објекта је + 28° 20' 47" а ректасцензија 14h 23m 42,2s. Привидна величина (магнитуда) објекта IC 1008 износи 15,3 а фотографска магнитуда 16,3. IC 1008B је још познат и под ознакама IC 4414B.